# Solomia Pavlytchko
Solomia Dmytrivna Pavlytchko (en ukrainien : Соломія Дмитрівна Павличко), née le 15 décembre 1958 à Lviv et morte le 31 décembre 1999 à Kyiv, est une critique littéraire, philosophe, féministe et traductrice ukrainienne. Elle est considérée comme l'une des pionnières dans l'introduction des études de genre et de l'analyse féministe en Ukraine.

## Biographie
Solomia Pavlytchko naît le 15 décembre 1958 à Lviv. Son père est le poète ukrainien Dmytro Pavlytchko. Diplômée en anglais et en français de la faculté romane-germanique de l'Université de Kiev, elle obtient un doctorat en littérature anglaise en 1984. À partir de 1985, elle travaille à l'Académie nationale des sciences d'Ukraine. Elle est docteur en philosophie, professeur à l'Académie de l'Université de Kyiv-Mohyla, qui, en 1990, lance une initiative pour fonder les études des femmes en Ukraine. Invitant les universitaires Vira Aheïeva (en), Tamara Houndorova (en) et Natalka Choumylo à participer, Pavlytchko crée un séminaire féministe à l'Institut de littérature de l'Académie nationale des sciences d'Ukraine en septembre 1990. C'est alors la première fois que la méthodologie de l'analyse féministe et de la critique de genre est introduite dans le pays. Ces mêmes femmes créent une section féministe dans la revue académique Monde et Temps (en) (Слово і Час) et publient des ouvrages tels que son article de 1991 Is a Feminist School Necessary for Ukrainian Literary Studies? Le travail de ces universitaires inspire d'autres universitaires à travers l'Ukraine à établir des programmes d'études sur les femmes et le genre.
Pavlytchko est membre de l'Union des écrivains d'Ukraine. Elle est aussi professeure invitée à l'Université de l'Alberta et à l'Université Harvard, où elle fut boursière Fulbright. Depuis 1992, elle est à la tête du comité de rédaction de la maison d'édition Osnovy à Kiev. Pavlytchko publie des études sur le romantisme américain, Byron, le roman anglais moderne et le modernisme en littérature ukrainienne. Ses mémoires sur les premières années de l'indépendance de l'Ukraine en 1990-1, Lettres de Kiev, sont publiées en anglais en 1992. Elle est aussi traductrice : parmi ses traductions ukrainiennes figurent Lord of the Flies de William Golding et Lady Chatterley's Lover de DH Lawrence. Pavlytchko a contribué également aux travaux du groupe de travail Banque mondiale/UNESCO sur l'enseignement supérieur dans les pays en développement, dont le rapport a été publié en février 2000. Elle laisse inachevée une biographie du poète et orientaliste ukrainien Ahatanhel Krymsky. Elle meurt le 31 décembre 1999.[réf. nécessaire]

## Œuvres
- La poésie philosophique du romantisme américain (Ukraine, Kiev 1988)
- Byron : sa vie et ses œuvres (ukrainien, Kiev, 1989)
- Lettres de Kiev (Anglais, Edmonton, 1992)
- Les labyrinthes de la pensée : le roman intellectuel de la Grande-Bretagne contemporaine (Ukrainien, Kiev, 1993)
- Dyskurs modernizmu v ukrains'kii literaturi [Le discours du modernisme dans la littérature ukrainienne] (ukrainien, Kiev, 1997, 2e éd. 1999)